# Hjortø
Hjortø er en lav, inddiget moræneø i det Sydfynske Øhav mellem Drejø og Tåsinge 13 km sydvest for Svendborg. Øen dækker et areal på 0,90 km², og består af i alt 13 boliger, der fordeler sig med fem gårde og otte huse. Øen har i 2021 kun 5 fastboende, men ca. 10 har fast adresse på øen. I 1911 var befolkningstallet 64, i 1930 sunket til ca. 50. Øen blev i 1970 en del af Svendborg Kommune. Selvom en trediedel af Hjortøs 90 ha er agerjord, er jorden med støtte fra EU udlagt til brakmarker. Markerne er blevet hegnet, og en landmand fra Fyn sender i sommerhalvåret ungkreaturer til afgræsning af brakmarkerne. 
En enkelt ernærer sig ved fiskeri og som afløser på Hjortøboen, med licens til at fiske fra 400 ruser og 12 bundgarn. Føreren af Hjortøboen bor på øen, resten er pensionister. En del af øens huse benyttes som fritidsboliger. Der er kun et firma på øen; det sælger fuglehuse. 
De fastboende på øen har en part i Hjortø Forsamlingshus, som de i fællesskab vedligeholder. Forsamlingshuset benyttes ofte af folk udefra til privatfester og lignende. Hvert år i maj vælger øens beboere en ny oldermand, og forhold af fælles betydning aftales.  

## Natur
Øens højeste punkt er kun 3,5 meter over havets overflade, og den er beskyttet af diger. Havet omkring Hjortø er kun få meter dybt. Mod vest ligger strandenge udenfor diget.
Hjortø har et rigt dyre- og planteliv, og floraen på Hjortø indeholder noget så sjældent som den mangeblomstrede ranunkel. Blandt dyrearterne kan nævnes hare og den sjældne klokkefrø. Klokkefrøen findes også på Avernakø og Ærø. 
Før i tiden var Hjortø kendt for den årlige harefangst, som foregik med net. Ca. 100 jægere fra Fyn og Jylland deltog i fangsten. Harerne blev solgt til jagtforeninger i ind- og udland.

## Historie
Stednavnet kommer sandsynligvis fra mandsnavnet "Hjort" og er første gang nævnt i kong Valdemars Jordebog 1231 som Jordø. Øen var ubeboet og blev brugt til opdræt af heste. Midt i 1600-tallet kom øen under Skovsgård ved Humble på Langeland, og senere igen kom den til at høre under Valdemars Slot. 
Omkring 1820 lå øens bebyggelse samlet i Hjortø by. De fire gårde eksisterer stadig som tre helgårde og to halvgårde. I de fire gårde og to-tre huse boede omkring halvtreds personer.
Ved Stormfloden 1872 var store dele af øen oversvømmet, mange dyr druknede, og afgrøder og redskaber skyllede i vandet. I flere år herefter kunne den salthærgede jord ikke dyrkes, og beboerne opførte et nyt dige, armeret med kampesten.
Hjortø mejeri blev bygget i 1904. Der blev produceret smør og ost. Men omkring 1930 måtte smørfremstillingen opgives. Efter mejeriets nedlæggelse i 1944 blev mælken sendt til Svendborg eller Ærøskøbing. Men efterhånden blev mælkeproduktionen helt opgivet, og man gik over til kvægløst landbrug. Bygningen benyttes i nutiden som sommerhus.
1910-18 købte øboerne alle gårde og huse fri.
Grundet lynnedslag i 1917 brændte en stor del af den gamle by, og en af gårdene blev genopbygget ved markerne. Ildebranden bevirkede, at stråtagene blev erstattet af ikke-brændbare tage.
I 1965 fik øen elektrisk strøm fra Fyn. 
Fra 1909 til 1970 sejlede postbåden ud til Højesteneløbet, hvor postsække og passagerer blev lempet ind ad en lem i siden af Ærøfærgen.
Postbåden "Hjortø" sejlede fra 1954 til 1977 ruten til Hjortø. I 1977 blev den erstattet af Hjortøboen med plads til 12 passagerer og en bil på agterdækket. Samme år blev skolen nedlagt. 
Først i 1990'erne var der digebrud mod sydvest, og så sent som i 1995 var der igen digebrud.

## Hjortø Skole
Læreren på Skarø underviste indtil 1868 børnene på Hjortø og Birkholm i sommerhalvåret. Samme år blev der oprettet et fælles skoledistrikt for med egen lærer og Hjortø og Birkholm fik hver sin skolebygning. Ordningen gik ud på, at læreren skulle undervise skiftevis i 14 dage ad gangen på hver ø. Den første lærer på de to øer underviste i 37 år. Skolen på Birkholm brændte i 1875, og der blev opført en ny skole, som dog blev ombygget og udvidet i 1908. På Hjortø blev der i 1901 bygget en ny skole. Først i 1921 blev embedet delt, således at hver ø fik sin egen lærer. Hjortø skole blev nedlagt 1. august 1977 og derefter sommerbolig. 

## Geologi
Lillebælts-gletscheren har formet øen i retningen sydøst-nordvest. Fra øens sydligste punkt og mod nordvest er øen skabt af marine aflejringer. Det samme gælder den nordlige del af Hjælmshoved på nær nordøstspidsen. Ellers er det moræneaflejringer, der kendetegner øerne.
Hjortø Hale har smuk krumodde-dannelse på spidsen. Nord for Halen ligger den lille ø, Vibeholm, som er en barriereø, dannet ved aflejringer i den lavvandede bugt.

## Turisme
Hjortøboen sejler mellem Svendborg og Hjortø, med afgang fra Havnepladsen, Svendborg, lige ved siden af færgelejet til Ærøfærgerne. Turen tager 1 time, og der er plads til 1 bil og max. 12 passagerer på færgen. Udenfor skolernes sommerferie sejler Hjortøboen udelukkende på bestilling. 
Hjortø Havn er en kommunal havn, ejet af Svendborg Kommune. Havnen har toilet, el, grillplads og besejles gennem en 1,8 meter dyb sejlrende fra Højestene løb. Ved havnen er der en teltplads med to shelters og et lille lokalmuseum. Folketællingerne fra 1784 til 1940, og Drejø sogn kirkebog har dannet grundlag for slægtstavlerne for de enkelte gårde. Der er også indsamlet en lang række fotos fra de sidste hundrede år.
Forsamlingshuset lejes ud til private og kan også udlejes som overnatningssted. 
Vandet omkring øen er lavt. Ved lavvande kan man gå tørskoet til de nærliggende holme Hjælmshoved, Mejlholm og Odden. Store ålegræsenge findes omkring øen. Hjortøs gamle mølle er fra 1871.
- Hjortø
- Hjortøboen i Svendborgsund
- Møllen på Hjortø